# Ida (yoga)
Pour les articles homonymes, voir Ida.
Iḍā (इडा en devanāgarī) est un terme sanskrit signifiant :
- pour la philosophie du yoga, c'est un canal psychique dit lunaire (candranāḍī) issu du côté gauche, représentation du Gange dans le macrocosme ; il part du premier chakra, mūlādhāra ; il change de côté à chaque chakra majeur, en alternance avec piṅgalā ; au centre le canal subtil énergétique est suṣumṇā.

Le yoga sert à éveiller la force qui passe à travers ces canaux afin d'atteindre l'éveil, et voir sa propre yantra.
La représentation classique de ces trois nāḍī est le caducée traditionnel, que l'on retrouve dans la religion grecque. Certains écrivains ont prouvé que la religion grecque, postérieure à l'hindouisme, en est en grande partie issue.

## Autres significations du mot sanskrit
- f. rafraîchissement, réconfort,
- libation ; (au fig.) flot de louanges,
- soc. part de l'offrande que les participants à un sacrifice consomment en commun,
- myth. np. d'Iḍā «Libation», fille de Manu, épouse de Budha et mère de Purūravā,